# Мост Манши
Мост Манши (мађ. Manci híd) је стари Будимпештански мост у Мађарској преко Дунава, који је повезивао Будим и Пешту.

## Историја
Мост је изграђен 1946. и демонтиран 1948. године. Дизајниран од стране архитекте Андреа Мистета, изграђен је како би смањио саобраћај између Будима и Пеште све док се нису санирали оштећени мостови током Другог светског рата.